# Karl Diller

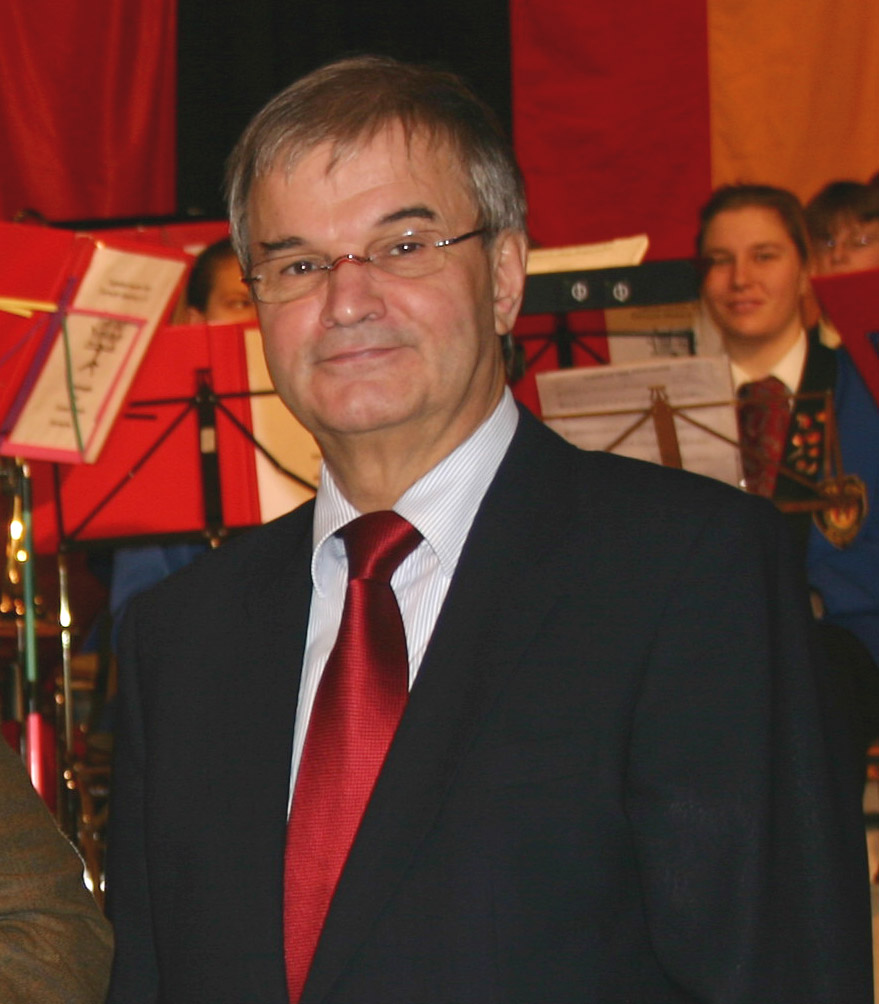
Karl Diller (MdB), 2005

Karl Diller (* 27. Januar 1941 in Kaiserslautern) ist ein deutscher Politiker (SPD). Von 1998 bis 2009 war er Parlamentarischer Staatssekretär beim Bundesminister der Finanzen.

## Leben und Beruf
Diller besuchte von 1947 bis 1951 die Volksschule Kaiserslautern und danach das Staatliche Mathematisch-Naturwissenschaftliche Gymnasium Kaiserslautern, wo er 1961 das Abitur ablegte. Danach besuchte Diller die Pädagogische Hochschule in Landau und war von 1963 bis 1979 als Lehrer tätig.
Karl Diller ist verheiratet, wurde ansässig in Hermeskeil und hat eine Tochter.

## Partei
Seit 1968 ist Diller Mitglied der SPD.

## Abgeordneter
Von 1979 bis 1987 war er Mitglied des Landtages von Rheinland-Pfalz.
Von 1987 bis 2009 war er Mitglied des Deutschen Bundestages. Hier war er von 1994 bis 1998 Sprecher der Arbeitsgruppe Haushalt der SPD-Bundestagsfraktion.
Karl Diller ist 1998 und 2002 als direkt gewählter Abgeordneter des Wahlkreises Trier, sonst stets über die Landesliste Rheinland-Pfalz in den Bundestag eingezogen.

## Öffentliche Ämter
Nach der Bundestagswahl 1998 wurde Diller am 27. Oktober 1998 als Parlamentarischer Staatssekretär beim Bundesminister der Finanzen in die von Bundeskanzler Gerhard Schröder geführte Bundesregierung berufen. In diesem Amt gehörte er auch der seit dem 22. November 2005 von Bundeskanzlerin Angela Merkel geführten Bundesregierung an.

## Kabinette
- Kabinett Schröder I – Kabinett Schröder II – Kabinett Merkel I

## Auszeichnungen
Mit Urkunde vom 5. März 1987 wurde Karl Diller mit dem Bundesverdienstkreuz am Bande ausgezeichnet.

## Sonstiges
Sein Vorlass befindet sich im Archiv der sozialen Demokratie.